# 유갑수 (1879년)
유갑수(柳甲秀, 1879년 음력 2월 13일 ~ ?)는 대한제국의 관료이며 일제강점기 초기의 법조인이다.

## 생애
가정에서 한학을 수학하고 1901년에 판임관 6등의 법부 주사가 되어 대한제국 관리로 근무하기 시작했다. 1903년 판임관 5등, 1904년 판임관 4등으로 각각 승진하였다.
1906년에는 평안북도 의주부의 참서관으로 발령받았다. 의주재판소에서 검사를 지냈으며, 1907년에 지방관 제도가 개정되면서 퇴임했다.
1910년에 한일 병합 조약이 체결되면서 법조계에 기용되어 충청남도의 공주지방재판소 홍주구재판소 판사로 임명되었다. 이 재판소가 공주지방법원 홍주지청으로 개편될 때에도 판사로 근무했다.
약 2년 반가량 판사로 재직한 끝에 1913년 초에 퇴직하여 조선총독부 판사로 오래 근무하지는 않았다. 1912년에 한국병합기념장을 수여받았고, 퇴임 당시에는 종7위에 서위되어 있었다.
2008년 민족문제연구소가 발표한 친일인명사전 수록예정자 명단 사법 부문에 선정되었다.

## 참고 자료
- 유갑수(柳甲秀) - 국사편찬위원회